# ティレル・012
ティレル・012（Tyrrell 012）は、モーリス・フィリップを責任者として設計されたF1マシンで、1983年シーズンから1985年シーズンにかけてティレルチームが使用した。 

## 概要

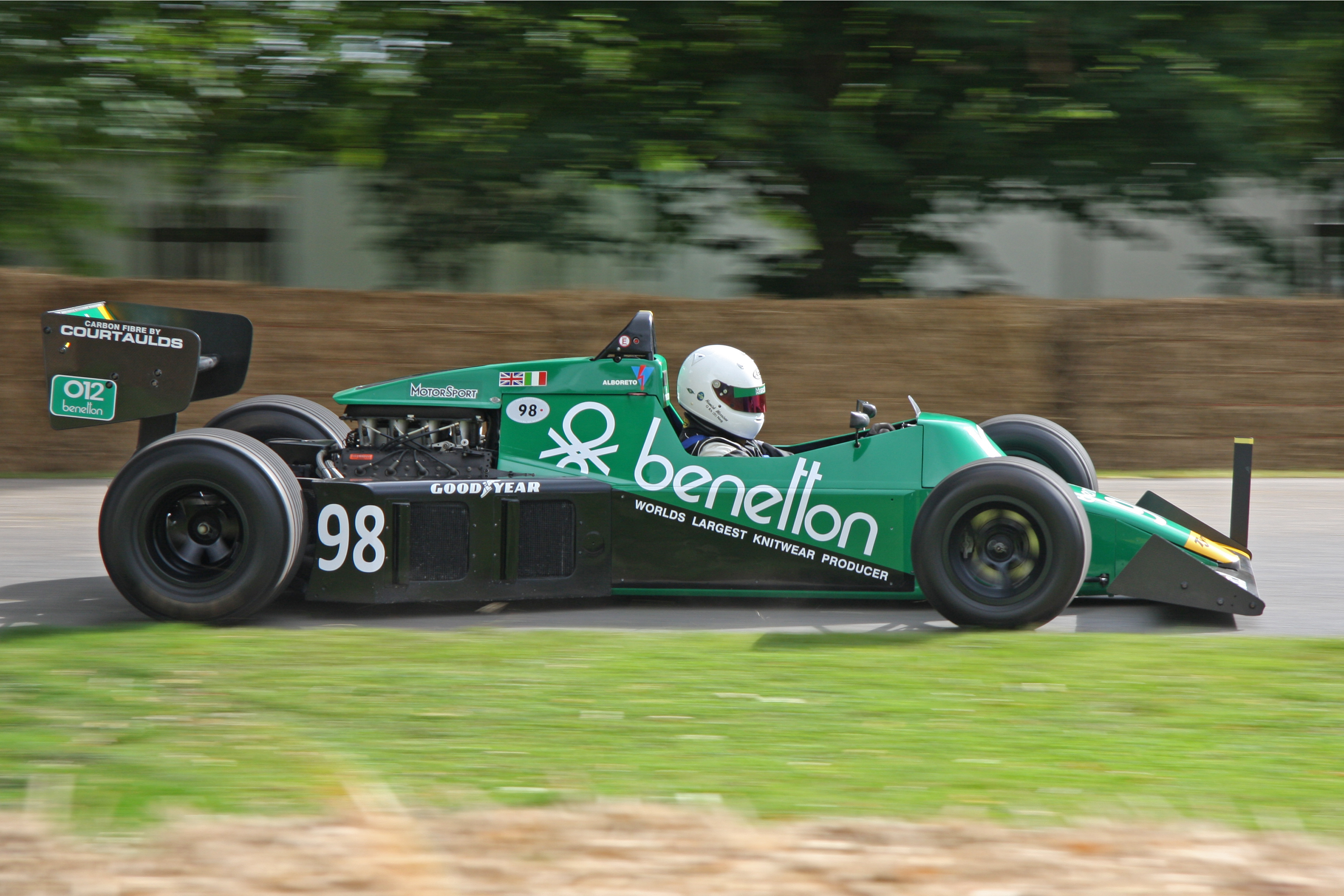
1983年仕様の012

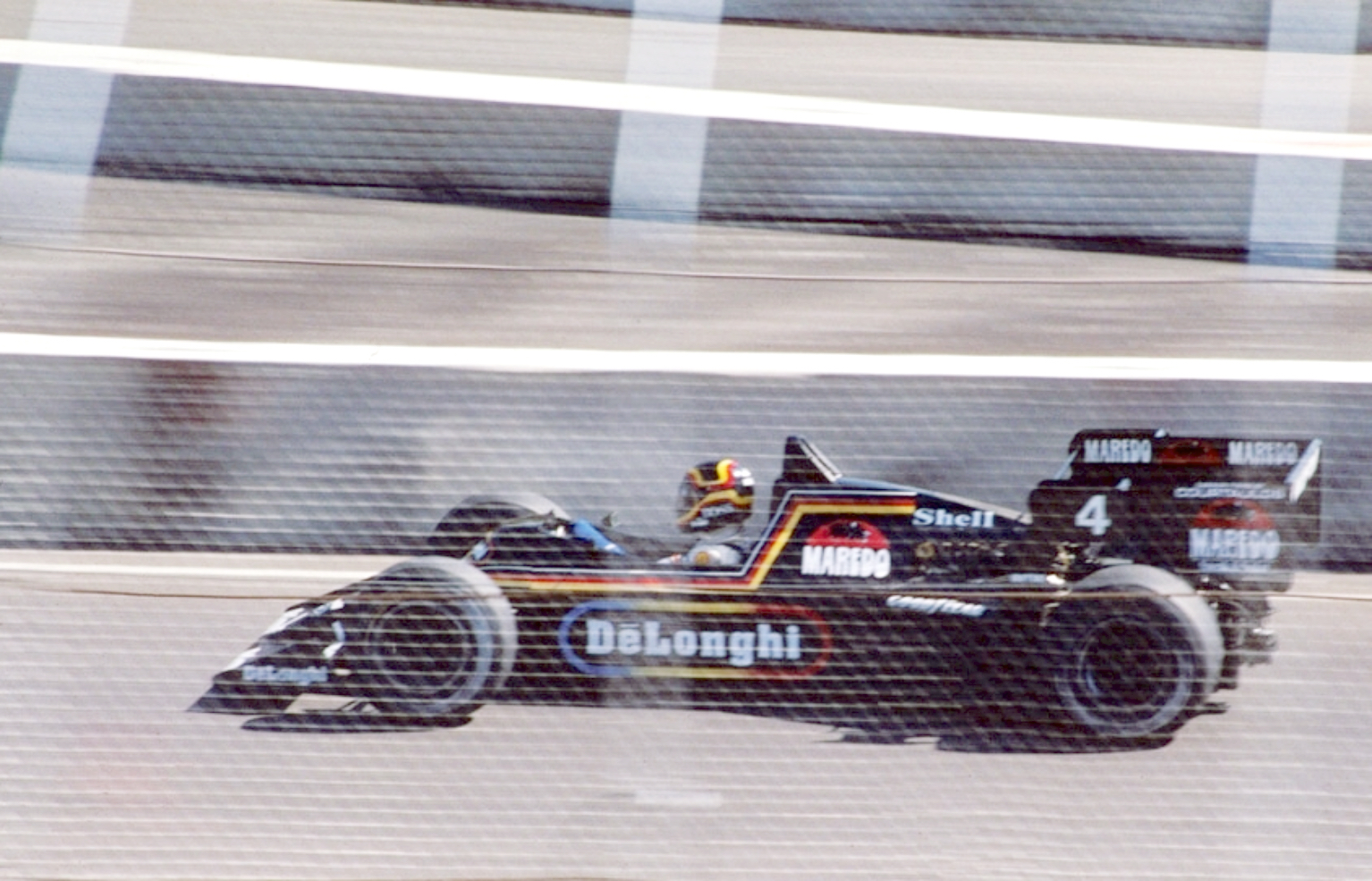
ベロフの012（1984年アメリカGP）

ティレルチームは1983年シーズンの序盤は前年モデルの011で参戦していたが、後半のオーストリアGPで初めて012がミケーレ・アルボレート用に投入された。ダニー・サリバンのために2台目の012が投入されたのは、最終戦の前戦ヨーロッパGPだった。
012の新車発表会で装着されていた奇妙な形状のV型リヤウイング（ブーメランウイング）が、012のデビュー戦である1983年オーストリアGPにも登場した。しかし、ダウンフォースが極端に不足したため、コンベンショナルなストレートタイプのものが以後使用された。また、サイドポンツーンが極端に小さく、マシン後部に斜め型に設けられた形状は、「矢印」との異名で呼ばれることもあった。
1983年はベネトンがタイトルスポンサーであったため、緑色のカラーリングをしていた。1984年シーズン前半は黒色主体のカラーリングになり、「ブラックアロー」という愛称でファンに親しまれた。なお、シーズン途中からマーティン・ブランドルの車のみヤードレー・オブ・ロンドンがスポンサーに付き、マシンカラーを赤茶色に変更。シーズン終盤にはコンピュータ関連企業のシスタイム（SISTIME）がメインスポンサーに付き、ステファン・ベロフ、ステファン・ヨハンソン（ブランドル負傷休養の代役）両者のマシン共に青いカラーリングへと変更された。1985年は「水タンク事件」の影響でほぼ全てのスポンサーが撤退してしまったため、チーム伝統の「ティレルブルー」にチームロゴのみのデザインになっていた。

## シャーシ履歴
012は1983年に2台、1984年に3台、1985年に2台が製造され、3年間で7台がレースに投入された。シャーシナンバー1と4の2台は1985年のシーズン前にバロン・レーシングに売却され、ロベルト・モレノとクラウディオ・ランジェスがこのマシンでF3000に参戦した。

## F1における全成績
012は勝利を挙げることはできなかったが、ティレルチームは1983年にコンストラクターズランキング7位（12ポイント）、1985年が同9位（4ポイント）となった。1984年はマーティン・ブランドルがアメリカ東GPで2位、ステファン・ベロフがモナコGPで3位の活躍を見せるも、チームの不正（水タンク事件）によりリザルトを全て無効とされた。
(key) （太字はポールポジション、斜体はファステストラップ）
| 年     | チーム                                   | エンジン              | タイヤ | No. | ドライバー   | 1   | 2   | 3   | 4   | 5   | 6    | 7   | 8   | 9   | 10  | 11  | 12  | 13  | 14  | 15  | 16  | ポイント | 順位 |
| ------ | ---------------------------------------- | --------------------- | ------ | --- | ------------ | --- | --- | --- | --- | --- | ---- | --- | --- | --- | --- | --- | --- | --- | --- | --- | --- | -------- | ---- |
| 1983年 | ベネトン・ティレル・レーシングチーム     | コスワース・DFY V8 NA | G      |     |              | BRA | USW | FRA | SMR | MON | BEL  | DET | CAN | GBR | GER | AUT | NED | ITA | EUR | RSA |     | 12*      | 7th  |
| 1983年 | ベネトン・ティレル・レーシングチーム     | コスワース・DFY V8 NA | G      | 3   | アルボレート |     |     |     |     |     |      |     |     |     |     | Ret | 6   | Ret | Ret | Ret |     | 12*      | 7th  |
| 1983年 | ベネトン・ティレル・レーシングチーム     | コスワース・DFY V8 NA | G      | 4   | サリバン     |     |     |     |     |     |      |     |     |     |     |     |     |     | Ret | 7   |     | 12*      | 7th  |
| 1984年 | ティレル・レーシング・オーガニゼーション | コスワース・DFY V8 NA | G      |     |              | BRA | RSA | BEL | SMR | FRA | MON† | CAN | DET | DAL | GBR | GER | AUT | NED | ITA | EUR | POR | 0*       | NC   |
| 1984年 | ティレル・レーシング・オーガニゼーション | コスワース・DFY V8 NA | G      | 3   | ブランドル   | DSQ | DSQ | DSQ | DSQ | DSQ | DNQ  | DSQ | DSQ | DNQ |     |     |     |     |     |     |     | 0*       | NC   |
| 1984年 | ティレル・レーシング・オーガニゼーション | コスワース・DFY V8 NA | G      | 3   | ヨハンソン   |     |     |     |     |     |      |     |     |     | DSQ | DSQ | DNQ | DSQ | EX  | EX  | EX  | 0*       | NC   |
| 1984年 | ティレル・レーシング・オーガニゼーション | コスワース・DFY V8 NA | G      | 4   | ベロフ       | DSQ | DSQ | DSQ | DSQ | DSQ | DSQ  | DSQ | DSQ | DSQ | DSQ |     | EX  | DSQ | EX  | EX  | EX  | 0*       | NC   |
| 1984年 | ティレル・レーシング・オーガニゼーション | コスワース・DFY V8 NA | G      | 4   | サックウェル |     |     |     |     |     |      |     |     |     |     | DNQ |     |     |     |     |     | 0*       | NC   |
| 1985年 | ティレル・レーシング・オーガニゼーション | コスワース・DFY V8 NA | G      |     |              | BRA | POR | SMR | MON | CAN | DET  | FRA | GBR | GER | AUT | NED | ITA | BEL | EUR | RSA | AUS | 4        | 9位  |
| 1985年 | ティレル・レーシング・オーガニゼーション | コスワース・DFY V8 NA | G      | 3   | ブランドル   | 8   | Ret | 9   | 10  | 12  | Ret  |     |     | 10  | DNQ |     |     |     |     |     |     | 4        | 9位  |
| 1985年 | ティレル・レーシング・オーガニゼーション | コスワース・DFY V8 NA | G      | 4   | ベロフ       |     | 6   | Ret | DNQ | 11  | 4    | 13  | 11  |     |     |     |     |     |     |     |     | 4        | 9位  |
| 1985年 | ティレル・レーシング・オーガニゼーション | コスワース・DFY V8 NA | G      | 4   | ヨハンソン   | 7   |     |     |     |     |      |     |     |     |     |     |     |     |     |     |     | 4        | 9位  |

* 1983年の11ポイントは011によるポイント。
* ティレルは1984年シーズンの成績から除外された。